# Гатфілд (переписна місцевість, Массачусетс)
Гатфілд (англ. Hatfield) — переписна місцевість (CDP) в США, в окрузі Гемпшир штату Массачусетс. Населення — 1453 особи (2020).

## Географія
Гатфілд розташований за координатами 42°22′22″ пн. ш. 72°36′13″ зх. д. / 42.37278° пн. ш. 72.60361° зх. д. (42.372883, -72.603741).  За даними Бюро перепису населення США в 2010 році переписна місцевість мала площу 6,25 км², з яких 6,03 км² — суходіл та 0,22 км² — водойми.

## Демографія
Згідно з переписом 2010 року, у переписній місцевості мешкало 1318 осіб у 596 домогосподарствах у складі 362 родин. Густота населення становила 211 осіб/км².  Було 627 помешкань (100/км²).
Расовий склад населення:
| - 97,8 % — білих - 0,8 % — азіатів - 0,2 % — корінних американців - 0,2 % — чорних або афроамериканців |

До двох чи більше рас належало 0,5 %. Частка іспаномовних становила 1,2 % від усіх жителів.
За віковим діапазоном населення розподілялося таким чином: 19,9 % — особи молодші 18 років, 61,9 % — особи у віці 18—64 років, 18,2 % — особи у віці 65 років та старші. Медіана віку мешканця становила 46,9 року. На 100 осіб жіночої статі у переписній місцевості припадало 86,2 чоловіків;  на 100 жінок у віці від 18 років та старших — 81,4 чоловіків також старших 18 років.
Середній дохід на одне домашнє господарство  становив 79 441 долар США (медіана — 65 903), а середній дохід на одну сім'ю — 90 409 доларів (медіана — 77 589). Медіана доходів становила 58 500 доларів для чоловіків та 47 117 доларів для жінок. За межею бідності перебувало 5,6 % осіб, у тому числі 8,4 % дітей у віці до 18 років та 9,1 % осіб у віці 65 років та старших.
Цивільне працевлаштоване населення становило 883 особи. Основні галузі зайнятості: освіта, охорона здоров'я та соціальна допомога — 39,2 %, роздрібна торгівля — 10,5 %, виробництво — 10,5 %.